# Vladímir Kràmnik
Vladímir Kràmnik   (Tuapse, 25 de juny de 1975) Vladímir Boríssovitx Kràmnik (en rus: Владимир Борисович Крамник); és un jugador d'escacs rus, que té el títol de Gran Mestre des de 1992. Ha estat Campió del món en versió clàssica de 2000 a 2006, i indiscutit des de 2006 a 2007. Va ser guardonat dos cops amb l'Òscar dels escacs. És també el guanyador dels dos torneigs més forts de la història dels escacs (considerant la mitjana d'Elo dels participants): el Memorial Mikhaïl Tal de 2009, i la final del Grand Slam Masters de 2010.
L'octubre de 2000 va batre en Garri Kaspàrov en un matx jugat a Londres, i esdevingué així el Campió del Món clàssic. A les darreries de 2004, va defensar el seu títol amb èxit contra l'aspirant Péter Lékó en el Campionat del món clàssic de 2004 jugat a Brissago, Suïssa.
L'octubre de 2006 Kràmnik derrotà el Campió del món de la FIDE Vesselín Topàlov en un matx de reunificació per a posar fi al cisma als escacs, l'anomenat Campionat del món de 2006. En conseqüència, en Kràmnik esdevingué el primer Campió del Món no discutit, en tant que ostentava tant el títol mundial de la FIDE com el clàssic, per primer cop des del trencament de Kaspàrov amb la FIDE el 1993.
El 2007 perdé el títol contra Viswanathan Anand, que va guanyar el torneig pel campionat del món per davant de Kràmnik. Va competir contra Anand al Campionat del món de 2008 per recuperar el títol, però va perdre.
Tot i que roman inactiu des del febrer de 2019, a la llista d'Elo de la FIDE del novembre de 2021, hi tenia un Elo de 2753 punts, cosa que en feia el jugador número 4 de Rússia, i el número 16 del rànquing mundial. El seu màxim Elo va ser de 2811 punts, a la llista de gener de 2002 (posició 2 al rànquing mundial).

## Biografia i carrera escaquística
Kràmnik és nascut a Tuapse, a les vores de la mar Negra. El nom del seu pare biològic era Borís Sokolov, però va prendre el cognom del seu pare adoptiu quan la seva mare (l'àvia de Vladímir) es casà de nou. Quan era petit, en Kràmnik va estudiar a l'escola d'escacs de Mikhaïl Botvínnik. El 1990 empatà als llocs 1r-4t al Campionat de Rússia absolut, i compartí el títol amb tres altres jugadors. El seu primer resultat destacat en un torneig internacional important fou el Campionat del món Sub-18, a Guarapuava, el 1991. Posteriorment, obtingué la medalla d'or com a primer suplent de l'equip rus a l'Olimpíada d'escacs de 1992 a Manila. La seva selecció per l'equip havia causat certa controvèrsia a Rússia en aquell temps, ja que tenia només setze anys, i encara no havia obtingut el títol de GM; tot i això, tenia el suport de Garri Kaspàrov. En Kràmnik va tenir una actuació excel·lent, amb vuit victòries, unes taules, i cap derrota.
L'any següent, va participar en el Torneig de Linares de 1993, on acabà cinquè, i hi guanyà el llavors número tres mundial, Vasil Ivantxuk. Posteriorment, va tenir una sèrie de bons resultats, però va haver d'esperar fins al 1995 per guanyar el seu primer torneig important amb ritme de joc estàndard, quan vencé al fort Torneig de Dortmund, sense perdre-hi cap partida.
El 1995, en Kràmnik va fer de segon per Kaspàrov durant el matx pel Campionat del món d'escacs de 1995 (clàssic) contra Viswanathan Anand, guanyat per Kaspàrov per 10½-7½.
El gener de 1996, va esdevenir el número u mundial segons la llista d'elo de la FIDE; tot i que tenia els mateixos punts que en Kaspàrov (2775), en Kràmnik estava en primera posició perquè havia jugat un nombre més gran de partides durant el període avaluat. Aquesta fou la primera vegada des de desembre de 1985 en què en Kaspàrov no era el número u; de fet, el període entre gener i juny de 1996, fins a la següent avaluació, fou l'únic lapse en 20 anys (entre gener de 1996 i març de 2006) en què Kaspàrov no fou el número u del món. A més, en Kràmnik fou en aquell moment la persona més jove en haver assolit aquesta fita, batent el rècord anterior de Kaspàrov, un rècord que es mantindria posteriorment durant 14 anys, fins que fou batut per Magnus Carlsen el gener de 2010.
Els bons resultats de Kràmnik han continuat des de llavors; per exemple, ha guanyat el fortíssim Torneig de Dortmund (en solitari o empatat) deu cops entre 1995 i 2011. És a més, el segon dels només sis jugadors en tota la història que han assolit un Elo igual o superior a 2800 punts (el primer fou Kaspàrov).
Irònicament, durant el seu regnat com a Campió del món, en Kràmnik mai no va assolir novament ser el número u mundial en la classificació Elo; només va assolir aquesta fita el gener de 2008, després d'haver perdut el títol mundial a favor de Viswanathan Anand; com el 1996, Kràmnik tenia la mateixa puntuació que Anand (2799) però fou el número u oficial perquè havia jugat més partides durant el període avaluat. Els 12 anys de diferència entre els dos moment en què fou número u són rècord pel que fa a l'interludi entre l'assoliment de la primera posició mundial des de la instauració del sistema Elo com a oficial de la FIDE, el 1971.

## Estil de joc
En Garri Kaspàrov ha descrit l'estil de joc de Kràmnik com a pragmàtic i tenaç, i en certa manera similar al d'Anatoli Kàrpov. És un dels rivals més difícils de vèncer, havent perdut només una partida sobre més d'un centenar fins al seu matx contra Kaspàrov, inclosa una sèrie de vuitanta partides consecutives sense derrotes. Kaspàrov no va aconseguir guanyar cap partida a Kràmnik durant el seu matx pel Campionat del món de 2000, principalment degut al molt sòlid repertori d'obertures amb negres, quan, sorprenentment, va triar la defensa berlinesa de l'obertura Ruy López, la qual li va permetre de neutralitzar eficaçment la sortida de Kaspàrov 1.e4.

## Resultats en el Campionat del món

### Fracassos inicials
A mitjan i finals dels anys 1990, tot i que en Kràmnik ja era considerat un dels millors jugadors del món, va patir diversos contratemps en els seus intents de classificar-se per a disputar un matx pel Campionat del món. El 1994, va perdre el matx de quarts de final pel Campionat del món de la PCA contra Gata Kamsky 1½-4½, i posteriorment el mateix any, va perdre en semifinals de candidats pel Campionat del món de la FIDE contra Borís Guélfand per 3½-4½. El 1998, es va enfrontar a Aleksei Xírov en un matx de candidats pel dret a disputar el títol mundial clàssic contra Kaspàrov, però va perdre 3½-5½. El 1999, va participar en el Campionat del món de la FIDE per sistema K.O. a Las Vegas, i perdé als quarts de final contra Michael Adams 2-4.

### Campionat del món de 2000
Com que no es va trobar cap patrocinador disponible per a un hipotètic matx Kaspàrov-Xírov, aquest no es va poder disputar. El 2000, sí que es va trobar un patrocinador per a un matx substitutori, Kaspàrov-Kràmnik, que va comportar certes controvèrsies, ja que implicava que en Kràmnik era el primer jugador des de 1935 que jugaria un matx pel campionat del món sense haver-se classificat per mèrits sobre el tauler.
El 2000, en Kràmnik va jugar un matx a setze partides contra Garri Kaspàrov a Londres, amb el títol del Campionat del món clàssic en disputa. En Kràmnik no partia pas com a favorit, però la seva adopció de la defensa berlinesa contra la Ruy López de Kaspàrov fou enormement efectiva. Amb les blanques, en Kràmnik pressionava fortament, i va guanyar les partides número dos i deu, i fins i tot va deixar escapar continuacions guanyadores a les partides quatre i sis. En Kaspàrov no va oferir massa resistència a partir d'aquell moment, acceptant taules amb les blanques en les partides nou i tretze. Finalment, en Kràmnik va guanyar el matx per 8½-6½ sense perdre cap partida (aquest fou només el segon cop en tota la història en què un campió del món perdia un matx sense haver guanyat ni una sola partida). Fou, també, el primer cop en què Kaspàrov perdia un matx pel Campionat del món. La gran actuació de Kràmnik el va fer mereixedor de l'Òscar dels escacs de 2000, essent el primer cop que rebia aquest guardó.

### Després de Londres

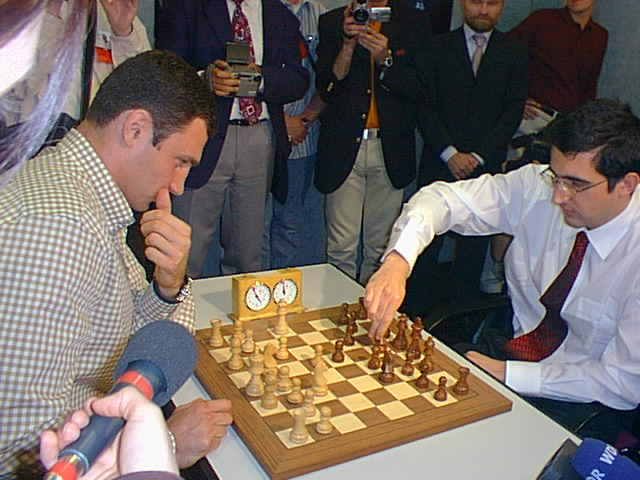
Kràmnik (dreta) jugant contra el boxador Vitali Klitxkò, a Dortmund, el 2002

L'octubre de 2002, en Kràmnik va participar en l'esdeveniment Brains in Bahrain, un matx a vuit partides contra l'ordinador Deep Fritz, a Bahrain. En Kràmnik va començar molt bé, amb un 3 - 1 a favor després de quatre partides, però a la cinquena, va cometre el que s'ha descrit com l'errada més greu de tota la seva carrera (més greu encara que la seva errada contra Deep Fritz 10 el 2006), perdent un cavall en una posició que era, probablement, taules, i va haver d'abandonar. També va abandonar en la sisena partida després d'haver fet un sacrifici especulatiu, tot i que les anàlisis posteriors varen mostrar que amb un joc perfecte, hauria pogut aconseguir taules a partir de la posició final. Les dues darreres partides foren taules, i el matx acabà en un empat 4 - 4.
El febrer de 2004 en Kràmnik va guanyar el Torneig de Linares en solitari per primer cop en la seva carrera (ja hi havia empatat al primer lloc, amb en Kaspàrov, el 2000), acabant amb un +2 i sense cap derrota, superant entre d'altres en Garri Kaspàrov, llavors el número u mundial.

### Defensa del títol el 2004
Entre el 25 de setembre de 2004 i el 18 d'octubre de 2004, va retenir el seu títol de Campió del món clàssic contra l'aspirant Péter Lékó a Brissago, Suïssa, molt ajustadament, empatant el matx en la darrera partida. El matx a 14 partides era molt favorable a Lékó tot just fins que en guanyar la darrera partida, en Kràmnik va forçar un marcador empatat de 7 - 7 que li assegurava de retenir el títol. El premi fou d'1 milió de francs suïssos, al voltant de 770.000 $ del moment, que es repartí a parts iguals entre els dos jugadors.

### El matx de reunificació de 2006

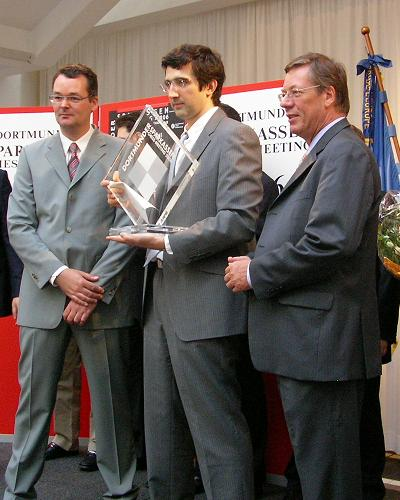
Vladímir Kràmnik, a Dortmund, el 2006

Quan en Garri Kaspàrov va trencar amb la FIDE, i va decidir disputar el Campionat del món d'escacs de 1993 (clàssic) contra Nigel Short, va iniciar-se un cisma en el món dels escacs. Com a resposta, la FIDE va organitzar un matx entre Anatoli Kàrpov i Jan Timman pel Campionat del món d'escacs de la FIDE, que fou guanyat per Kàrpov. En conseqüència, va passar a haver-hi dos campions del món, el "clàssic" que invocava una descendència directa que es remuntava a Steinitz, i el de la FIDE.
Quan en Kràmnik va derrotar en Kaspàrov i en va heretar el títol, també ho va fer envoltat de controvèrsia, ja que havia optat a jugar el matx pel títol tot i que havia perdut prèviament el matx classificatori contra Aleksei Xírov el 1998.
En el següent Campionat del món de la FIDE (Campionat del món de 2005), en Kràmnik va refusar de participar-hi, però va suggerir que acceptaria jugar un matx contra el campió per unificar el Campionat del món. Després del torneig, van començar les negociacions per un matx de reunificació entre en Kràmnik i el nou campió de la FIDE — Vesselín Topàlov.
L'abril de 2006, la FIDE anuncià un matx de reunificació entre Kràmnik i Topàlov — el Campionat del món de 2006. El matx es va celebrar a Elistà, Calmúquia. Després de les primeres quatre partides, en Kràmnik guanyava per 3-1 (es jugava a un màxim de 12 partides). Després de la quarta partida, en Topalov va protestar perquè entenia que en Kràmnik anava al lavabo massa sovint, suggerint que estava d'alguna manera rebent ajut exterior mentre hi era. Topalov va dir fins i tot que es negava a encaixar les mats amb el seu rival en la resta de partides. El comitè d'apel·lació va decidir que es tanquessin els lavabos dels jugadors, i que estarien obligats a fer servir un lavabo compartit, acompanyats d'un àrbitre auxiliar.
En Kràmnik va refusar de jugar la cinquena partida si no es restauraven les condicions de joc pactades originalment. Com a resultat, el punt es va adjudicar a Topàlov, i el marcador va passar a ser de 3-2. En Kràmnik va dir que el comitè d'apel·lació era parcial, i va demanar que fos substituït. Com a condició per continuar el matx, en Kràmnik insistí a jugar les partides restants sota les condicions originals que figuraven al contracte pel matx, les quals permetien l'ús del lavabo a discreció.
La controvèrsia va derivar en un gran volum de correspondència i articles a Chessbase i d'altres publicacions de referència. En general, el punt de vista dels aficionats donava suport a Kràmnik. Algunes figures prominents en el món dels escacs, com ara John Nunn, Yasser Seirawan, o Bessel Kok també es van posar del costat de Kràmnik.
Les federacions russa i búlgara van donar suport als seus jugadors respectius. En general, el comportament de Kràmnik durant el matx es va guanyar el suport de la comunitat escaquística.
Després de dotze partides a ritme de joc estàndard, el matx estava empatat 6-6, tot i que en Kràmnik continuava discutint el resultat de la cinquena partida (no jugada). El 13 d'octubre de 2006 aquesta disputa va passar a ser irellevant, ja que en Kràmnik va guanyar el desempat a partides ràpides, per un marcador de 2½-1½. Aquesta victòria va ajudar a fer que en Kràmnik guanyés l'Oscar dels escacs de 2006, el segon de la seva carrera.

### El torneig pel Campionat del món de 2007 a Mèxic

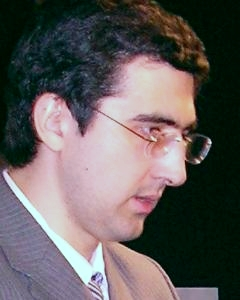
Kràmnik, guanyador a Dortmund 2007

Quan en Kràmnik va guanyar el matx d'unificació de 2006, també va guanyar la plaça de Topalov pel Campionat del món de 2007, com a campió regnant de la FIDE. A despit del fet que tant ell com en Kaspàrov sempre havien defensat que la raó de ser del seu títol "clàssic" era que el títol ha de canviar de mans només en un matx i no en un torneig, en Kràmnik va dir que reconeixeria el guanyador d'aquest torneig com a nou campió del món.
Al torneig, celebrat el setembre de 2007, en Kràmnik hi va acabar empatat en segona – tercera posició, amb Borís Guélfand. El torneig, i el títol mundial, foren per Viswanathan Anand.

### El matx de 2008
En Kràmnik tenia garantit un matx de revenja contra Anand, amb el títol en joc, el 2008 a Bonn. Al matx, va ser víctima de la superior preparació d'Anand, i va ser superat sense contemplacions, tot perdent tres de les sis primeres partides (dues amb blanques. El joc de Kràmnik's va millorar gradualment, fins que va guanyar la 10a partida, en 29 jugades, tot i que no va aconseguir de guanyar-ne cap més, i va perdre el matx per un marcador final de 6½ a 4½ (tres victòries per Anand, una per Kràmnik, i set taules).

### 2009
En Kràmnik havia tingut uns resultats excepcionalment bons durant el 2009, guanyant com gairebé sempre el Torneig de Dortmund i posteriorment el Memorial Tal de Moscou (un torneig de Categoria XXI, amb una mitjana Elo = 2763) amb 6/9 i una performance de 2883, per davant del Campió del món Anand, Vasil Ivantxuk, Magnus Carlsen, Levon Aronian, Borís Guélfand, l'exCampió del món de la FIDE Ruslan Ponomariov, Péter Lékó, Piotr Svídler i Aleksandr Morozévitx. En aquell moment, es tractava del torneig d'escacs més fort de la història. Després de guanyar el torneig, en Kràmnik va dir que la seva intenció era recuperar el títol pel Campionat del món.
També va participar en el London Chess Classic el desembre, on hi fou segon rere Magnus Carlsen, amb qui va perdre el seu enfrontament directe, amb negres. L'actuació de Kràmnik el 2009 li va permetre incrementar el seu Elo, de manera que la mitjana de les avaluacions de juliol de 2009 i gener de 2010 era suficient per classificar-se pel cicle de Candidats per determinar l'aspirant al títol en el Campionat del món de 2012.

### 2010
Kràmnik va iniciar el 2010 participant en el Torneig Corus als Països Baixos, durant el qual va vèncer el número u mundial Carlsen amb negres en el seu enfrontament particular amb negres, trencant així el rècord de Carlsen de 36 partides consecutives sense derrota. Una derrota posterior contra Viswanathan Anand el va fer fora del primer lloc, i Kràmnik acabà amb 8/13, empatat al segon lloc amb Aleksei Xírov rere Carlsen amb 8½ punts.
El maig de 2010 es va fer públic que en Kràmnik havia ajudat n'Anand en la preparació pel Campionat del món d'escacs de 2010 contra l'aspirant Vesselín Topàlov. Anand va guanyar el matx per 6½-5½ i va retenir el títol.
Kràmnik també va participar a Dortmund, però no hi va tenir una bona actuació, perdent contra l'eventual campió Ruslan Ponomariov i acabant empatat en tercera posició amb 5/10 punts.
Posteriorment participà en el torneig preliminar del Grand Slam Chess Masters a Xangai, entre el 3 i el 8 de setembre, on s'enfrontà al número 4 del món Levon Aronian, a Aleksei Xírov, i a Wang Hao; els dos primers es classificarien per la final del supertorneig del Grand Slam entre el 9 i el 15 d'octubre a Bilbao contra Carlsen i Anand. Amb una puntuació de 3/6, en Kràmnik empatà a la segona plaça amb Aronian rere el guanyador Xírov, amb 4½/6. En el desempat a ràpides, en Kràmnik vencé n'Aronian i es classificà juntament amb en Xírov per la final del Grand Slam.
Poc després de classificar-se per la final del Grand Slam, en Kràmnik va jugar al primer tauler de l'equip rus a l'Olimpíada de 2010; hi jugà 9 partides, amb un resultat de (+2 =7).
Després de l'olimpíada, participà en la final del Grand Slam Chess Masters a Bilbao on competí contra Anand, Carlsen i Xírov. La mitjana d'Elo del torneig era de 2789, sobrepassant el Memorial Tal de 2009 com al torneig més fort de la història. Després de derrotar el número u mundial Carsen per segona vegada consecutiva, i després en Xírov, en les seves dues primeres partides, en Kràmnik entaulà les seves darreres quatre partides, per acabar al primer lloc en solitari amb 4/6. Això fa que en Kràmnik hagi estat el guanyador dels dos torneigs d'escacs més forts de la història.

### 2011
El maig de 2011, participà en el Torneig de Candidats del Campionat del món de 2012 a Kazan, on va vèncer als quarts de final en Teimur Radjàbov, però fou eliminat en semifinals per Aleksandr Grisxuk.

### 2012
El 2012 disputà el Zurich Chess Challenge, que fou un matx a sis partides contra Levon Aronian entre el 21 i el 28 d'abril de 2012. Cada jugador va guanyar una partida, i la resta foren quatre taules.

### 2013
Entre abril i maig de 2013 participà en el fort Memorial Alekhine, i hi empatà als llocs 4t a 8è, amb 4½/9 punts.
El setembre de 2013 es proclamà vencedor de la Copa del Món de 2013, en vèncer Dmitri Andreikin 2½–1½ al matx final. Els finalistes es classificaven pel Torneig de Candidats de 2014.

### 2014
El març de 2014 jugà el Torneig de Candidats quedant en tercera posició amb 7 punts.
El desembre de 2014, fou subcampió del primer Qatar Masters amb una puntuació de 7 de 9 (el campió fou Yu Yangyi).

### 2015
L'octubre de 2015 obtingué la medalla de bronze en el Campionat del món d'escacs llampec a Alemanya amb 15 punts de 21, els mateixos punts que Maxime Vachier-Lagrave però pitjor desempat i mig per darrere del campió Aleksandr Grisxuk.
El desembre de 2015 és 3r-7è (tercer en el desempat) del Qatar Masters amb 6½ punts de 9 (el campió fou Magnus Carlsen).

## Matx contra Deep Fritz
Kràmnik va jugar un matx a sis partides contra el programa d'ordinador Deep Fritz a Bonn, del 25 de novembre al 5 de desembre de 2006, perdent contra la màquina per 2-4, amb 2 derrotes i 4 taules. Va rebre 500.000 Euros per jugar, i n'hauria rebut uns altres 500.000 si hagués guanyat el matx. Deep Fritz, versió 10, corria en un ordinador que contenia dues CPUs Intel Core 2 Duo. En Kràmnik va obtenir una còpia del programa, per testejar-la a mitjan d'octubre, però la versió final incloïa un llibre d'obertures actualitzat. Excepte pel que fa a actualitzacions limitades del llibre d'obertures, no es permetia que el programa fos canviat durant el transcurs del matx. Les taules de finals emprades pel programa es varen restringir a cinc peces tot i que existeix i és disponible una completa taula de finals de sis peces.
El 25 de novembre la primera partida acabà en taules en 47 jugades. Alguns comentaristes pensaven que en Kràmnik havia deixat escapar una victòria. Dos dies més tard, la segona partida va acabar en victòria per Deep Fritz, quan en Kràmnik va cometre la que seria anomenada "la més greu errada del segle", segons Susan Polgar, ja que no va veure un mat en una jugada. (vegeu també Deep Fritz vs. Vladímir Kràmnik). La tercera, quarta, i cinquena partides varen acabar en taules. A la darrera partida, Fritz, amb blanques va obtenir una destacada victòria, i va així guanyar el matx.
Arran d'aquest matx, i d'altres en què han jugat Kaspàrov o Adams, s'ha especulat amb el final de l'interès dels matxs humà vs. ordinador. D'acord amb el professor de computació de la McGill University Monty Newborn, per exemple, "la ciència ja ho té fet".

## Vida privada i salut
A Kràmnik se li ha diagnosticat una forma poc comuna d'artritis, anomenada espondiloartritis anquilosant, que li causa un gran malestar físic mentre juga. El gener de 2006, Kràmnik anuncià que es perdria el Torneig d'escacs Corus de Wijk aan Zee per mirar de tractar-se de la seva artritis. Va tornar a jugar, després del tractament, el juny de 2006, a la 37a Olimpíada, on va fer un resultat de +4 amb la millor performance (2847) de tots els 1307 participants.
El 30 de desembre de 2006 es va casar amb la periodista francesa Marie-Laure Germon, amb qui té una filla nascuda el 28 de desembre de 2008.

## Victòries notables en torneigs
- 1990 Campionat de Rússia, Kuibyshev (a ritme clàssic)		I
- 1991 Campionat del món Sub-18, Guarapuava (a ritme clàssic)	I
- 1992 Chalkidiki (a ritme clàssic)	7½/11	I
- 1994 Resultat global al PCA Intel Grand Prix'94		I
- 1995 Dortmund (a ritme clàssic)	7/9	I
- 1995 Horgen (a ritme clàssic)	7/10	I-II
- 1995	Belgrad (a ritme clàssic)	8/11	I-II
- 1996	Mònaco 16/22	I
- 1996	Dos Hermanas (a ritme clàssic)	6/9	I-II
- 1996	Dortmund (a ritme clàssic)	7/9	I-II
- 1997	Dos Hermanas (a ritme clàssic)	6/9	I-II
- 1997	Dortmund (a ritme clàssic)	6½/9	I
- 1997	Tilburg (a ritme clàssic)	8/11	I-III
- 1998	Wijk aan Zee (a ritme clàssic)	8½/13	I-II
- 1998	Dortmund (a ritme clàssic)	6/9	I-III
- 1998	Mònaco (a cegues i a ràpides)	15/22	I
- 1999	Mònaco (a cegues i a ràpides)	14½/22	I
- 2000	Linares (a ritme clàssic)	6/10	I-II
- 2000	Dortmund (a ritme clàssic)	6/9	I-II
- 2001	Matx Kràmnik vs. Leko (a ràpides)	7:5
- 2001 Matx (memorial Botvinnik) Kràmnik vs. Kaspàrov (a ritme clàssic) 2:2
- 2001 Matx (memorial Botvinnik) Kràmnik vs Kaspàrov (a ràpides) 3:3
- 2001	Mònaco (a cegues i a ràpides)	15/22	I-II
- 2001	Matx Kràmnik vs. Anand (a ràpides)	5:5
- 2001	Dortmund (a ritme clàssic)	6½/10	I-II
- 2002	Matx escacs avançats Kràmnik vs. Anand (León)	3½:2½
- 2003	Linares (a ritme clàssic)	7/12	I-II
- 2003	Cap d'Agde
- 2004	Handicap Simul (a ritme clàssic)
- 2004	Kràmnik vs. Equip nacional d'Alemanya	2½:1½
- 2004	Linares (a ritme clàssic)	7/12	I
- 2004	Mònaco (resultat global)	14½/22	I-II
- 2006 Medalla d'or a l'Olimpíada de Torí amb la millor performance global (2847) 7/10
- 2006 Dortmund (a ritme clàssic) 4½/7 I
- 2007 Mònaco (a cegues i a ràpides) 15½/22 I
- 2007 Dortmund (a ritme clàssic) 5/7 I
- 2007 Memorial Tal 6½/9 I
- 2009 Dortmund 6½/9 I
- 2009 Zürich (a ràpides) 5/7 I
- 2009 Memorial Tal 6/9 I
- 2010 Bakú: President's Cup (a ràpides) 5/7	I-III
- 2010 Bilbao: Final del Grand Slam 4/6 I

## Resultats en el cicle pel Campionat del món
- Quarts de final de la PCA, juny de 1994, Nova York, Kràmnik-Gata Kamsky (1½-4½).
- Semifinals de la FIDE, agost de 1994, Sanghi Nagar, Kràmnik-Borís Guélfand (3½-4½).
- Matx de Candidats, Campionat del món clàssic de 1998, Cazorla, Kràmnik-Aleksei Xírov (3½-5½).
- Quarts de final del Campionat del món de la FIDE per sistema K.O., juliol de 1999, Las Vegas, Kràmnik-Michael Adams (2-4, inclòs el desempat a ràpides).
- Campionat del món d'escacs de 2000 (clàssic), Londres, Kràmnik-Garri Kaspàrov (8½-6½)
- Campionat del món d'escacs de 2004 (clàssic), Brissago, Kràmnik-Péter Lékó (7-7), Kràmnik reté el títol.
- Campionat del món d'escacs de 2006 (FIDE), Elista, Kràmnik-Topalov (6-6, 2½-1½ desempat a ràpides), Kràmnik unifica el títol
- Campionat del món d'escacs de 2007 segon al torneig a Mèxic (perd el títol en favor d'Anand, en empatar amb Guélfand al segon lloc).
- Campionat del món d'escacs de 2008, Bonn, Kràmnik-Anand (4½-6½), Anand reté el títol
- Campionat del món d'escacs de 2012 Matx de candidats, quarts de final, abril de 2011, Kazan, Kràmnik-Mamedyarov (a determinar)